# Кашина Сант'Еузебио (Бергамо)
Кашина Сант'Еузебио је насеље у Италији у округу Бергамо, региону Ломбардија.
Према процени из 2011. у насељу је живело 21 становника. Насеље се налази на надморској висини од 119 м.